# روبوت ومونستر
روبوت ومونستر (بالإنجليزية: Robot and Monster)‏ هو مسلسل رسوم متحركة أمريكي من إنتاج ديف بريسلر، جوشوا ستيرنين، جينيفر فينتيميليا.، أدى أصوات الشخصيات الرئيسية كلاً من كورتيس أرمسترونغ والكوميدي هارلاند ويليامز. بدأ الإنتاج في عام 2009 وأمرت قناة نكلوديون إنتاج موسم واحد بعدد 26 حلقة في عام 2010، عرضت الحلقة الأولى على نكلوديون في 4 أغسطس 2012، أصدر المسلسل كاملاً على اقراص دي في دي في عام 2014.
تم إصدار المسلسل كاملاً للبث الحي كجزء من تطبيق نوغين على نكلوديون في مارس 2015.

## روابط خارجية
- روبوت ومونستر على موقع IMDb (الإنجليزية)
- روبوت ومونستر على موقع روتن توميتوز (الإنجليزية)
- روبوت ومونستر على موقع كينوبويسك (الروسية)
- روبوت ومونستر على موقع قاعدة بيانات الفيلم (الإنجليزية)